# Stanisław Jaśkowiak
Stanisław Jaśkowiak (ur. 17 września 1914 w Essen, zm. 15 czerwca 1941 w Montrose) – polski zawodnik i trener boksu, kapral pilot Wojsk Lotniczych II RP, plutonowy pilot Polskich Sił Powietrznych w Wielkiej Brytanii.

## Życiorys

### Młodość
Urodził się w robotniczej rodzinie Stanisława i Marianny z domu Łopatka. Rodzice w poszukiwaniu pracy zawędrowali do Nadrenii Północnej, gdzie w Essen ojciec znalazł zatrudnienie w zakładach metalurgicznych Kruppa. Rodzina powróciła do Polski w 1920 r. i osiedliła się w Jarocinie. W latach 1922–1929 uczęszczał do szkoły powszechnej. Naukę kontynuował w latach następnych w szkole zawodowej terminując jednocześnie u mistrza kominiarskiego Romana Sobiejewskiego we Wrześni. Egzamin czeladniczy złożył w 1935 r. W latach 1934–1936 boksował zawodniczo w barwach jarocińskiego Harcerskiego Klubu Sportowego, w którym jednocześnie był trenerem.

### W wojskach lotniczych
Największą jego pasją było jednak latanie. Jeszcze jako nastolatek odbył kurs pilota szybowcowego. Wiosną 1935 odbył dwumiesięczny kurs pilota motorowego w Ośrodku Przysposobienia Wojskowego Lotników w Lublinku pod Łodzią. W 1936 został powołany do odbycia służby wojskowej. Na miejsce służby wybrał 3 Pułk Lotniczy stacjonujący w Ławicy koło Poznania. W latach 1937–1938 odbył szereg kursów pilotażu i obsługi samolotu. Ukończył także szkołę podoficerską uzyskując stopień kaprala pilota.

### Kampania wrześniowa 1939
Został zmobilizowany 23 sierpnia 1939 z przydziałem do macierzystego pułku na lotnisku Poznań-Ławica. Został przydzielony do eskadry zapasowej Bazy nr 3, jak na czas wojny nazwano Pułk z Ławicy. Rankiem 31 sierpnia eskadra została przeniesiona na lotnisko polowe w Mierzewie koło Gniezna i podporządkowana dowódcy lotnictwa Armii „Poznań” płk. Stanisławowi Kuźmińskiemu. Eskadra, wraz z całą armią, przesuwała się w kierunku na Warszawę i 5 września wylądowała na Polu Mokotowskim w stolicy. Następnego dnia Stanisław Jaśkowiak został przydzielony do eskadry łącznikowej Bazy nr 1, dowodzonej przez por. pil. Jana Michałowskiego, pozostającej w dyspozycji Naczelnego Dowódcy Lotnictwa gen. bryg. Józefa Zająca, z miejscem postoju w Podlesiu Kamienieckim koło Brześcia. W dniu 12 września powierzono mu obowiązki pilota łącznikowego gen. Stanisława Ujejskiego, szefa Sztabu Naczelnego Dowódcy Lotnictwa z miejscem postoju w Denysowie koło Tarnopola. Gen. Ujejski 16 września wydał mu rozkaz przeniesienia się w okolice Kołomyi, a w dniu następnym ewakuacji do Rumunii. Nie zdążył jednak przekroczyć granicy rumuńskiej przed jej zamknięciem. Kilka dni ukrywał się w okolicy przejścia granicznego w nadziei przedostania się na drugą stronę. Jednak wobec silnych patroli sowieckich i rumuńskich było to niemożliwe. W dniu 22 września dostał się do niewoli sowieckiej. Jeńcy nie byli pilnowani zbyt dokładnie i po kilku tygodniach udało mu się zbiec.

### II wojna światowa
W nocy 17 listopada 1939 r. udało mu się przepłynąć rzekę Czeremosz w okolicach miejscowości Kniaże, niedaleko Śniatynia. Został jednak zatrzymany przez rumuński patrol graniczny i osadzony w areszcie. Po miesiącu został odesłany do obozu dla internowanych w Konstancy. W dniach 22–29 grudnia przebywał w obozie dla internowanych w Bukareszcie, po czym następnego dnia został odesłany z powrotem do Constancy, ale tym razem na Punk Zborny. Tam został zamustrowany na pokład rumuńskiego statku „Dorde Mare” i 5 stycznia 1940 rozpoczął tygodniową podróż do Bejrutu w Libanie. Przez kolejne dwa tygodnie oczekiwał w Punkcie Zbornym na wyjazd do Francji. Do Marsylii przybył 2 lutego 1940 na pokładzie francuskiego statku pasażerskiego „Patria” i ulokowany został w Punkcie Zbornym na przedmieściach o nazwie Carpiagne. Po tygodniu został przeniesiony do Lotniczej Stacji Zbornej w Septfonds, na północ od Tuluzy, niedaleko miasta Caussade. Został tam zweryfikowany jako podoficer zawodowy.
Po upadku Francji w czerwcu 1940 został ewakuowany przez Oran w Algierii na Wyspy Brytyjskie. Do Anglii dotarł 27 czerwca i początkowo przebywał w Obozie Lotników Polskich w Kirkham. Tam też 11 listopada został awansowany do stopnia plutonowego zawodowego. Z końcem grudnia został przydzielony do IV Dywizjonu w Centrum Wyszkolenia Ziemnego w Blackpool. Po utworzeniu polskiej 25 Szkoły Pilotażu Początkowego w Hucknall został do niej odkomenderowany 19 maja 1941. Po tygodniu wrócił jednak do Blackpool i został skierowany do 8 FTS, brytyjskiej Szkoły Pilotażu Początkowego w Montrose w Szkocji. W dniu 15 czerwca 1941 odbywał lot treningowy na samolocie typu Miles Master. Z niewiadomych przyczyn maszyna spadła i rozbiła się. Pilot zginął na miejscu. Został pochowany na cmentarzu Sleepyhillock w Monrose.